# Bồ cu lá hẹp
Bồ cu lá hẹp (danh pháp: Breynia subangustifolia) là một loài thực vật có hoa trong họ Diệp hạ châu. Loài này được Nguyễn Nghĩa Thìn mô tả khoa học đầu tiên năm 1995.